# 拉佩勒里讷
拉佩勒里讷（法語：La Pellerine，法語發音：[la pɛlʁin] ⓘ）是法国马耶讷省的一个市镇，位于该省西北部，属于马耶讷区。

## 地理
拉佩勒里讷（48°18'53"N, 1°3'4"W）面积8.18 平方千米，位于法国卢瓦尔河地区大区马耶讷省，该省份为法国西北部内陆省份，北起芒什省和奧恩省，西接伊勒-维莱讷省，南至曼恩-卢瓦尔省，东临萨尔特省。
与拉佩勒里讷接壤的市镇（或旧市镇、城区）包括：拉尔尚、圣皮埃尔德朗德、吕特雷-栋皮埃尔、拉沙佩勒-弗勒里涅。

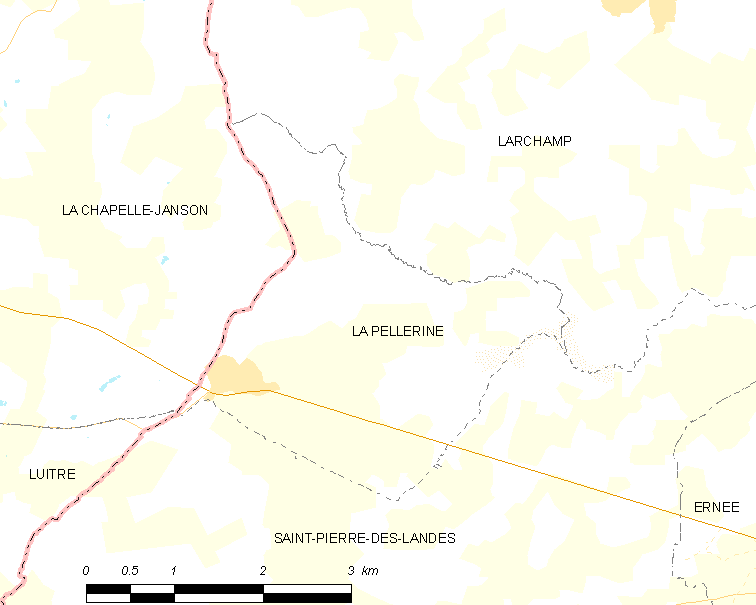
拉佩勒里讷的OSM定位图

拉佩勒里讷的时区为UTC+01:00、UTC+02:00（夏令时）。

## 行政
拉佩勒里讷的邮政编码为53220，INSEE市镇编码为53177。

## 政治
拉佩勒里讷所属的省级选区为埃尔内县。

## 人口

1962-2008年间拉佩勒里讷人口变化图示

拉佩勒里讷于2022年1月1日时的人口数量为296人。